# TuS Germania Mudersbach 1896
TuS Germania Mudersbach 1896 was een Duitse voetbalclub uit Mudersbach, Rijnland-Palts.

## Geschiedenis
De club werd op 20 augustus 1896 opgericht als turnclub TV 1896 Mudersbach. In 1902 beschikte de club over een eigen turnhal. In 1908 werd in Mudersbach ook de voetbalclub SV Germania 08 opgericht. Omdat vele spelers van Germania ook bij de turnclub aangesloten waren fuseerden beide clubs in 1920 onder de naam TuS Germania 1896. De club speelde in de Zuidwestfaalse competitie, een onderdeel van de West-Duitse voetbalbond.
In 1928 slaagde de club erin te promoveren naar de hoogste klasse. Na twee middenmootseizoenen werd de club laatste in 1930/31, maar bleef van degradatie gespaard omdat de competitie werd uitgebreid naar twee reeksen. Germania deed het nu plots veel beter en eindigde samen met TuS Jahn 1874 Werdohl op de eerste plaats. Er kwam een beslissende wedstrijd voor de groepswinst, die Mudersbach met 4:1 verloor. Het volgende seizoen werden beide reeksen weer samengevoegd en de club eindigde nu laatste. Hierna werd de Gauliga ingevoerd waardoor de club er niet meer in slaagde om terug te keren op het hoogste niveau.
Door de perikelen in de Tweede Wereldoorlog werd de Gauliga Mittelrhein opgesplitst in twee andere Gauliga's en in 1942 promoveerde Mudersbach naar de Gauliga Moselland. Op 24 januari 1943 gaf de club FV Engers 07 een ongeëvenaard pak slaag met 32:0. De club eindigde vier de op zes clubs en het volgende seizoen laatste, samen met Engers 07. Het laatste seizoen van de Gauliga werd niet voltooid door het nakende oorlogseinde.
In 1948 promoveerde de club naar de Landesliga, die net onder de Oberliga West stond, tot in 1949 de II. Oberliga werd ingevoerd als tweede klasse. In 1952 wordt de club Rijnlandkampioen en neemt zo deel aan het Duitse amateurkampioenschap, waarin ze verloren van Cronenberger SC 02. In 1954 volgde een degradatie. In 1957 promoveerde de club weer naar de Landesliga, inmiddels de vierde klasse, maar kon het behoud niet verzekeren. In 1968 degradeerde de club zelfs naar de Kreisliga. Ter ere van het 75-jarig bestaan werd er in 1971 een galawedstrijd gespeeld tegen Bonner SC, dat toen in de tweede klasse speelde. In 1975 werd de club kampioen, maar kon via de eindronde niet promoveren. Het duurde zelfs tot 1993 vooraleer de club erin slaagde weer naar de Bezirksliga te promoveren. In 1997 degradeerde de club weer, maar kon wel na één seizoen terugkeren
In 2006 fuseerde de club met SC 09 Brachbach om zo een volwaardig team te kunnen opstellen. Het team speelde onder de naam SG Mudersbach/Brachbach (SG = Spielgemeinschaft). In 2011 ging de club over in SG Mudersbrach/Brachbach (SG = Sportgemeinschaft).